# Blacktail
Blacktail (стилизуется маюскулом) — компьютерная игра в жанре ролевого боевика и шутера от первого лица с открытым миром в сеттинге славянского фэнтези разработанная краковской студией The Parasight и изданная Focus Entertainment для PlayStation 5, Xbox Series X/S и PC (Windows) 15 декабря 2022 года.
Игрок берёт под контроль девочку по имени Я́га, которую с детства считали ведьмой и которая отправляется в лес на поиски сестры, выполняя поручения от встреченных по пути персонажей. В ходе прохождения игрок волен пойти по светлому или тёмному пути, каждый из которых даёт разные бонусы.
Игра получила сдержанно положительные отзывы специализированной прессы. Журналисты хвалили её за атмосферу, сеттинг, сюжет, озвучку и постановку, но иногда ругали за встречающиеся неуклюжести и некоторое однообразие игрового процесса, редкие баги и весьма линейный для жанра открытый мир.

## Игровой процесс
| Системные требования | Системные требования                   | Системные требования                   |
| -------------------- | -------------------------------------- | -------------------------------------- |
|                      | Рекомендации                           |                                        |
| Минимальные          |                                        |                                        |
| ОС                   | Windows                                | Windows                                |
| ЦПУ                  | FX-4300 / Core i5-3570K                | FX-4300 / Core i5-3570K                |
| Объём ОЗУ            | 8 GB RAM                               | 8 GB RAM                               |
| Видеокарта           | Radeon RX 470 / GeForce GTX 960        | Radeon RX 470 / GeForce GTX 960        |
| Желательные          |                                        |                                        |
| ОС                   | Windows 10/11                          | Windows 10/11                          |
| ЦПУ                  | Ryzen 5 1500X / Core i5-6600K          | Ryzen 5 1500X / Core i5-6600K          |
| Объём ОЗУ            | 16 GB RAM                              | 16 GB RAM                              |
| Видеокарта           | Radeon RX 590 / GeForce GTX 1660 Super | Radeon RX 590 / GeForce GTX 1660 Super |

С точки зрения игрового процесса Blacktail представляет собой смесь шутера от первого лица и ролевого боевика. Действие игры происходит в открытом мире, разделённом на две большие локации, в которых есть немало побочных активностей. Игрок может с некоторого момента свободно перемещаться по ним и между ними, исследуя локации, за исключением ряда закрытым регионов, сражаясь с необязательными врагами и собирая новые материалы. После прохождения главы игрока ждёт битва с боссом локации, которые, впрочем, встречаются и раньше. Иногда основное повествование прерывается на воспоминания главной героини, и в этом случае игра превращается в 2,5D платформер. В некоторых случаях игроки также получают возможность манипуляции временем. В игре имеется система смены времён года: каждая последующая из четырёх глав повествования происходит в новом сезоне. Игроку доступны два режима игры, «история» и «приключение», которые отличаются лишь уровнем сложности боёв.
Основным оружием игрока в Blacktail является лук. Для него доступны три типа выстрелов: быстрый, прицельный и дальний, наиболее сильный. Изначально игроку доступен лишь один тип стрел, однако в дальнейшем он получает возможность делать новые. Другим оружием персонажа является деревянная перчатка на руке главной героини, которая может генерировать заклинания, в основном служащие для отталкивания врагов или их заморозки. Впрочем, некоторых слабых врагов они способны и убить. На открытии новых заклинаний и улучшении старых в основном и строится прокачка, для чего героине приходится возвращаться в избушку, пользуясь услугами чёрного кота. Других возможностей быстрого перемещения в игре нет, хотя есть некоторая возможность телепортации: для этого игроку нужно попасть выстрелом в определённый алтарь. В игре отсутствует система автоматического сохранения, игрок может сохраниться лишь сам возле особого храма, использовав расходник. Однако использовав сохранение, игрок «обнуляет» процесс расправы над врагами: все противники возрождаются, как, впрочем, и ресурсы. Информация о встреченных персонажах, зельях, противниках и пр. помещается в специальный раздел, к которому иногда полезно возвращаться, поскольку там нередко есть информация о том, как проще победить противника, в чём его опасность или как повлияет на выбор между светлым и тёмным путями то или иное действие. В зависимости от выбранного пути игрок получит также разные навыки и бонусы от использования заклинаний.
В игре также присутствуют находящиеся на зачаточном уровне системы крафта и выживания. Игра прямо не принуждает заниматься сбором ресурсов и побочными активностями, однако многое в ней завязано на этом.

## Сюжет и сеттинг
Действие игры происходит в сеттинге славянской народной сказки. Девочка Я́га, с детства считаемая ведьмой и скрывающая своё лицо под маской, ищет пропавшую сестру Зо́ру и попутно расследует исчезновения детей, участившиеся в деревне, где она живёт. Её сопровождает женский взрослый голос, который давно снится ей в кошмарах после посещения стоящей в лесу избушки. Практически с самого начала она находит эту избушку и получает возможность пользоваться магическими способностями и варить зелья. После этого героиня встречает двух говорящих грибов, в существование которых не верила, и они ведут её по сюжетному приключению дальше, отображая тёмную и светлую сторону души героини. Игрокам изначально даётся выбор, кого из них стоит слушать, а кого — нет (и стоит ли слушать вообще).
По мере прохождения сюжетной кампании Я́га сломает свою маску и найдёт несколько новых, каждую из которых принесёт в жертву статуе безликого человека, открывая воспоминания о своём прошлом, а также найдёт пропавших детей. Полное прохождение сюжетной линии занимает около 15/20 часов. Наличествующая в игре простая и ненавязчивая система морали влияет на систему отношений между добром и злом в лесу и концовку, а также отношение к главной героине некоторых второстепенных персонажей игры и позволяет игроку «самостоятельно написать историю известной ведьмы». Сюжет оставляет множество пространства для размышления и самоанализа происходивших событий.

## Разработка и выход
Игра была впервые анонсирована 12 июня 2021 года польской студией The Parasight, расположенной в Кракове, как их дебютный проект. Команда разработчиков в основном состоит из бывших работников компании Bloober Team, руководитель которой также вошёл в наблюдательный совет новой компании. Авторы, известные как разработчики таких игр, как Layers of Fear 2 и Observer, представили Blacktail как приключенческий экшен с видом от первого лица, а также отметили, что собираются занять нишу AA+-проектов на основе сказок и фольклора. Композитором проекта стал классический музыкант Аркадиуш Рейковский, написавший для игры ряд славянских фолк-композиций. Во главе команды разработчиков встал CEO компании Бартош Капрон. Другими геймдизайнерами проекта являются Никодим Войцеховский и Лукаш Скопежный; они также принимали участие в озвучке игры. Ягу озвучила актриса Валери Роуз Ломен.
У Blacktail практически не было рекламной кампании за исключением «трёх с половиной трейлеров», в связи с чем большинство потенциальных фанатов её не ждали и пропустили. Она появилась на прилавках в версиях для PlayStation 5, Xbox Series X/S и персональных компьютеров системы Windows 15 декабря 2022 года

## Восприятие
| Сводный рейтинг       | Сводный рейтинг | Сводный рейтинг | Сводный рейтинг |
| Издание               | Оценка          | Оценка          | Оценка          |
| Издание               | PC              | PS5             | Xbox Series X/S |
| --------------------- | --------------- | --------------- | --------------- |
| Metacritic            | 80 / 100        | 79 / 100        | 81 / 100        |
| MobyRank              | 78 / 100        | 80 / 100        | 76 / 100        |
| OpenCritic            | 79 / 100        | 79 / 100        | 79 / 100        |
| «Критиканство»        | 80 / 100        | 80 / 100        | 80 / 100        |
| Иноязычные издания    |                 |                 |                 |
| Издание               | Оценка          | Оценка          | Оценка          |
| Издание               | PC              | PS5             | Xbox Series X/S |
| Eurogamer             | 6 / 10          |                 |                 |
| IGN                   |                 | 9 / 10          |                 |
| Shacknews             | 8 / 10          | 8 / 10          | 8 / 10          |
| CD Action             | 8+ / 10         |                 |                 |
| Games.cz              |                 | 8 / 10          |                 |
| Svet kompjutera       | 80 / 100        |                 |                 |
| TheGamer              |                 | [ 6 ]           |                 |
| Game Rant             | 8 / 10          |                 |                 |
| Gaming Age            | A-              |                 |                 |
| Multiplayer.it        |                 | 7 / 10          |                 |
| Everyeye.it           |                 | 6,7 / 10        |                 |
| SpazioGames.it        |                 | 8,3 / 10        |                 |
| Русскоязычные издания |                 |                 |                 |
| Издание               | Оценка          | Оценка          | Оценка          |
| Издание               | PC              | PS5             | Xbox Series X/S |
| 3DNews                | 7,5 / 10        |                 |                 |
| GameMAG.ru            | 8 / 10          |                 |                 |
| GoHa.Ru               | A (Хорошо)      |                 |                 |
| StopGame.ru           | Похвально       |                 |                 |
| «Канобу»              | 8 / 10          |                 |                 |
| «Мир фантастики»      | 9 / 10          |                 |                 |

Blacktail получила сдержанно хвалебные обзоры профессиональных критиков. На агрегаторе рецензий Metacritic у неё в среднем 80 баллов, на OpenCritic — 79 баллов из 100 и 72 % рейтинг одобрения и рекомендации, на MobyRank — от 76 до 80 из 100 в зависимости от платформы. Как отметили в журнале «Игромания», игра получила долю похвалы даже от тех журналистов, которые в целом не получили восторга от игры. Похвалы удостоились как механика, в том числе её свежесть в лице стрельбы из лука, так и, в особенности, атмосфера.
Русскоязычная пресса больше хвалила игру. На сайте «Критиканство» у игры 80 баллов из 100 возможных и 22 место в списке лучших игр за 2022 год. В обзоре для журнала «Мир фантастики» Никита Волкович назвал её лучшим инди-проектом года и «шедевром», оставив крайне хвалебные отзывы всем аспектам игры от боевой системы и технической реализации до сюжета и сеттинга. Богдан Бобров из «Российской газеты» отметил, что от игры остаётся «исключительно положительное» впечатление, поскольку её почти не за что критиковать, так как все огрехи мелкие. Rakot из GameMag писал, что Blacktail получилась атмосферной и интересной, созданной с душой и привлекающей поклонников славянского сеттинга и фольклора. Однако при этом он посчитал, что история в целом обрывочна и скомкана и что она проработана не самым лучшим образом, а также в игре много времени тратится на пустую беготню туда сюда. Обозреватель поставил игре 8 баллов, по заключению сайта — «в самый раз». От Кирилла Волошина из StopGame.ru игра получила оценку «Похвально». Он назвал игру одним из самых атмосферных и стильных приключений 2022 года, сделанным с душой и размахом, а также отметил среди плюсов игры красивую графику, музыку и озвучку. Однако он же отметил наличие некоторых багов и однообразие боевой системы. В рецензии для «Канобу», окончившейся оценкой в 8 баллов из 10, редактор сайта Алексей Егоров отметил, что игра приносит больше положительного, нежели отрицательного, поскольку в ней есть красочный и не надоедающий мир, который приятно просто рассматривать. Минусами он назвал не самые удачные схватки с боссами, которые не блещут разнообразием, малое число противников и не особо проработанную и поверхностную систему морали и кармы, однако отметил, мелочность этих проблем, особенно для дебютного проекта инди-студии. Денис Щенников в статье для 3DNews также отметил, что лучшая часть игры — атмосфера, сеттинг и сюжет, а не игровой процесс. Его огорчило отсутствие серости и однозначность хорошего и плохого в истории и её схематичность, а также слабо проработанный крафт и элементы выживания, но он остался довольным прокачкой и не увидел явных недостатков в игровом процессе в целом, а также отметил, что история игры является в первую очередь сказкой, а поэтому отсутствие оттенков серого и однозначность добра и зла скорее стоит принять как очевидную данность. Игре журналист поставил 7,5 баллов из 10. Рецензент GameGuru Павел Ручкин назвал игру образцовым средним AA-проектом. Он отметил среди сильных сторон игры хорошую сюжетную реализацию, атмосферность, завораживающий славянский стиль, приятную сложность боевой системы, второстепенные квесты и озвучку, но остался недоволен графикой, нелогичностью кармовой системы, концовкой, мелкими багами и гриндом для работы системы крафта. Алексей Корсаков из VK Play в 2024 году добавил игру в список лучших в славянском сеттинге, отметив уникальный мир, красивейшие и «просящиеся на рабочий стол» локации и графику и интересную систему морали.
В обзорах на других славянских языках, в частности на родном для создателей игры польском, отзывы были более смешанными. Так в польской версии Eurogamer игре поставили среднюю оценку в шесть баллов из 10 и назвали атмосферным, но далёким от идеала проектом. Рецензент посчитал, что в игре много повторов, встречаются баги, например, проваливающиеся под землю противники, что убивает интерес к игре, однако он всё равно порекомендовал её тем, для кого история и атмосферность важнее технического совершенства. В то же время в польском издании CD-Action Blacktail поставили 8+ баллов и назвали лучшей отечественной игрой года и одной из лучших за последние месяцы 2022 года. В то же время рецензент выразил сожаление необходимости возвращаться в избушку Бабы-яги для прокачки. Также отрицательной оценки удостоились излишняя для RPG линейность и малое количество точек сохранения в ряде локаций. Однако это осталось единственными минусами по его мнению, ибо в остальном он нашёл игру идеальной и обязательной для любого любителя жанра и тех, кто соскучился по атмосфере «Ведьмака» и славянскому фэнтези. Журналист чешского издания Games.cz Якуб Малцарек, рецензировавший в версии для PlayStation5, поставил игре 8 баллов из 10 возможных и посчитал, что игровой процесс и сюжет находятся на совершенно разном уровне: если сюжет и атмосфера удостоились от него лишь похвал, то управление и боевую систему он назвал неуклюжими, а распределение урона несбалансированным — слишком высокий уровень урона как со стороны врагов, так и со стороны игрока на стандартном уровне сложности. Систему морали он назвал интересной и реально влияющей на геймплей. В целом же журналист отметил, что игра получилась на очень высоком уровне и что она в первую очередь является именно игрой, а не красивой инсталляцией, как это часто бывает с подобного рода инди-приключениями. Автор статьи для сербского издания Svet kompjutera Владимир Писодоров также поставил игре 80 баллов из 100 возможных и написал, что лучшее в игре — история, сеттинг и озвучка персонажей, но остался недоволен открытым миром, так как ожидал, что он будет более свободным, как это обычно бывает в RPG-проектах: путь к месту назначения обычно не разветвлён и линеен и не даёт возможности для дополнительных активностей и квестов. В то же время он отметил, что перед покупкой игры сложно устоять, особенно для любителей славянского сеттинга и тех, кто всегда хотел примерить на себе шкуру Бабы-яги. Для этих людей все недостатки разом перестают быть важными.
Англоязычная пресса во многом рассказывала о том же самом. Джошуа Робертсон из TheGamer поставил игре среднюю оценку в три балла из пяти написал, что дополнительные квесты, выдаваемые NPC, являются очень проработанными и интересными, поэтому их не хочется пропускать. Однако он отметил, что моральный выбор в игре практически не влияет на её сюжет, и это разочаровывает, поскольку в современных RPG это часто не так. Впрочем, автор посчитал, что боевая система в игре хорошо проработана и развивается с течением игры, требуя от игрока использовать разные навыки. В целом же он написал, что в каждом из аспектов Blacktail есть нечто отличное, но одновременно и отталкивающее, что отдаляет от высочайшей оценки. Робертсон назвал своё приключение в игре разочаровывающим, но не из-за плохого качества игры, а из-за количества упущенных возможностей. Алекс Хёбнер из Game Rant назвала игру отличным стартом для студии. Она писала, что игру выделяет среди подобных проектов с концепцией «персонажа, путешествующего по большой лесной локации» уникальность сеттинга, нетипичность этого самого леса и врагов, «жуткая красота» окружения, в которой «можно многое увидеть». По мнению автора рецензии, некоторые аспекты игры могли бы быть и лучше. Например, она отметила, что угол камеры во время готовки мяса неудобен и ломает погружение в игру; также имеются недостатки в системе управления персонажем: смещение главной героини с места при попытки выбрать угол для прыжка или его незасчитывание, хотя игрок явно допрыгнул до места и приземлился на краю. Помимо этого рецензент отметила некоторую предсказуемость концовки. Но в целом недостатки, по мнению Хёбнер, не критичны и не мешают наслаждаться игрой. Рецензент Gaming Age Мэттью Поллесел писал, что игра черпает своё вдохновение от приключений Лары Крофт со своим упором на стрельбу из лука. Он отметил, что в сюжет игры уместно вплетена двойственность понимания Бабы-яги, поскольку споры, является ли она положительным или отрицательным персонажем, не утихают. При этом Поллесел написал, что даже без интересной сюжетной подоплёки игра всё равно является крепким средним проектом со стандартными и давно знакомыми механиками, хоть и избитыми, однако именно сюжет придаёт игре уникальность и интересность. Ник Тан, написавший рецензию для Shacknews, посчитал, что в The Parasight, видимо, пытались создать игру с оригинальным взглядом на мрачные сказки с оригинальным сюжетом и упором на историю и сражения. По мнению автора, разработчики преуспели почти во всём кроме «ряда мелких шероховатостей»: игровой процесс, основанный на стрельбе из лука и крафте, он назвал знакомым большинству геймеров, но всё равно выполненным необычно, при этом бои не показались ему сложными в частности благодаря выполнению побочных заданий и занятия второстепенными активностями. Недостатком игры журналист назвал систему морали, а точнее ту её часть, из-за которой игроку приходится идти лишь по одному пути, сужая выбор вариантов ответа в диалогах поскольку положительная и отрицательная репутация даёт бонусы в отличие от нейтральной, из-за чего пробовать разные варианты нет никакого смысла. Помимо этого Тан слегка раскритиковал управление, которое недостаточно точное и при этом не прощает ошибок, отбрасывая на последнее сохранение при неудачном прыжке и падении. В конце рецензии автор отметил, что в игре есть завораживающая магия и своя мало на что похожая атмосфера, благодаря чему игра становится в ряды уникальных и редко встречающихся инди-игр, которые «очень сложно описать и ещё сложнее — найти».